# Musée Automobile Reims-Champagne
Le Musée Automobile Reims-Champagne est un musée situé à Reims, dans la région Grand Est. Le musée occupe les anciens locaux de l'entreprise Menuiserie Métallique moderne (MMM), au 84, avenue Georges-Clemenceau.

## Historique
Philippe Charbonneaux crée le premier musée pour héberger sa collection à côté de Saint-Dizier en 1970. Il transfère sa collection à Reims en 1985, dont le taille atteindra à son apogée 140 véhicules. Les véhicules de sa collection seront peu à peu revendus par Charbonneaux ou ses héritiers après sa mort.
En 2016, les 17 véhicules exposés restants de sa collection sont, à la suite d'un legs familial, transférés à la cité de l'automobile-collection Schlumpf de Mulhouse (Musée National),.
À la mort de Philippe Charbonneaux en 1998, la continuité du musée est assurée grâce à une association de collectionneurs passionnés dénommée « Salon des Collections Automobiles Rémois » ou SCAR, qui a repris la gestion du musée.

## La collection présentée
Le Musée Automobile Reims-Champagne est l'un des cinq plus importants musées automobiles de France par la taille de sa collection qui compte maintenant environ 230 véhicules, 120 voitures à pédales anciennes et 7000 véhicules miniatures et jouets. Le musée permet aussi au public de découvrir au sein du musée des véhicules, très rares, grâce à des prêts de collectionneurs particuliers.
Le véhicule le plus ancien du musée est une Lacroix-de-Laville, modèle Nef de 1903,.
Les marques Alfa Romeo, Amilcar, Berliet, Chenard et Walcker, Citroën, DB, De Dion-Bouton, Delage, Delahaye, Doriot, Flandrin & Parant, Fiat, Lancia, Mercedes-Benz, MG, Panhard, Peugeot, Porsche, Renault, Rochet-Schneider,,, Rosengart , Salmson, Simca, Sizaire-Berwick et Talbot sont représentées.
Des motos rares sont exposées (BSA, Condor, Gillet, Monet-Goyon, Motobécane, Norton, NSU, Rumi, Soyer, Terrot, Triumph, etc.).
Des sections du musée sont consacrées aux voitures miniatures, aux jouets et aux voitures à pédales anciennes.

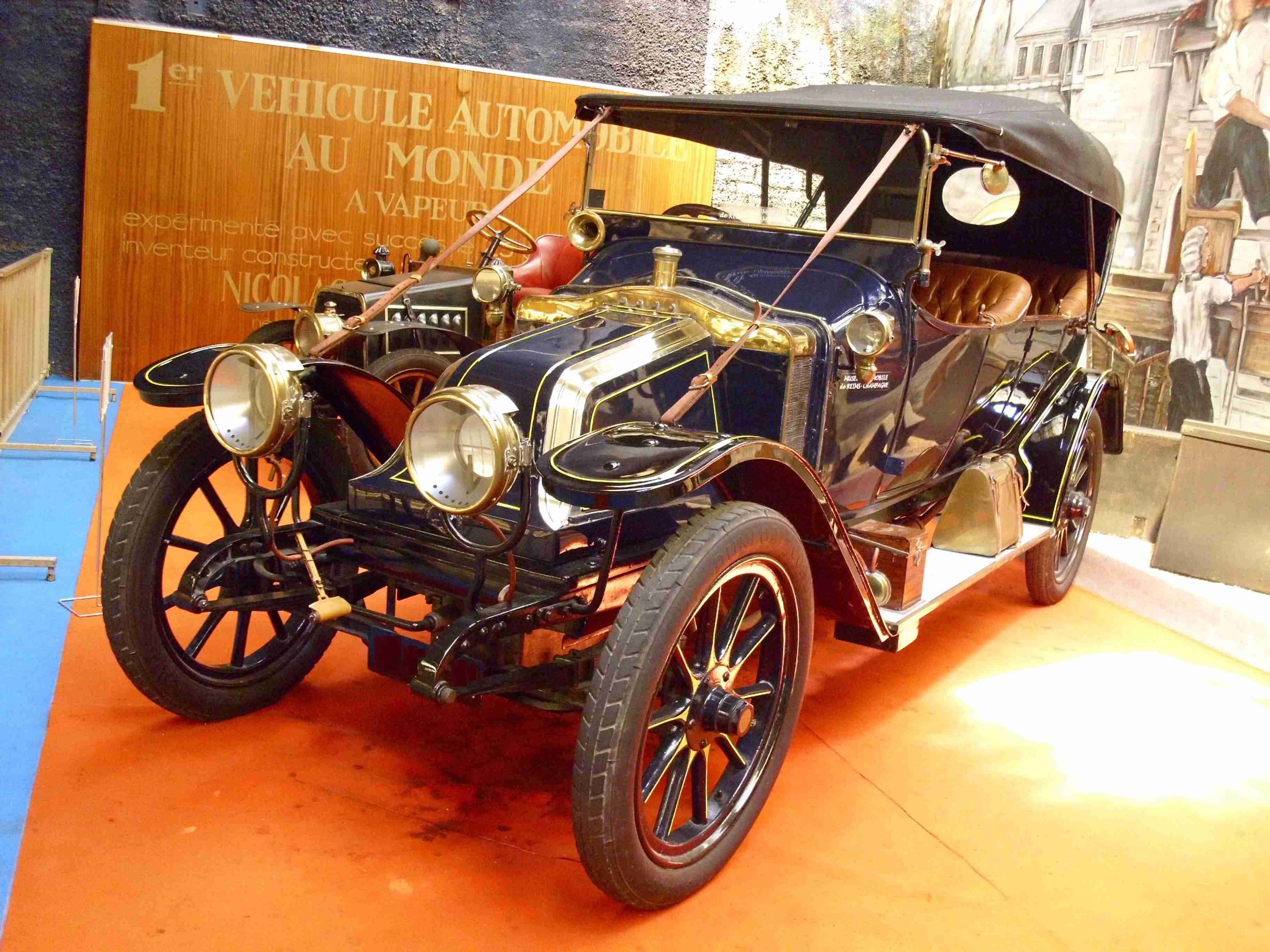
Modèle local des Ateliers rémois de constructions électriques.
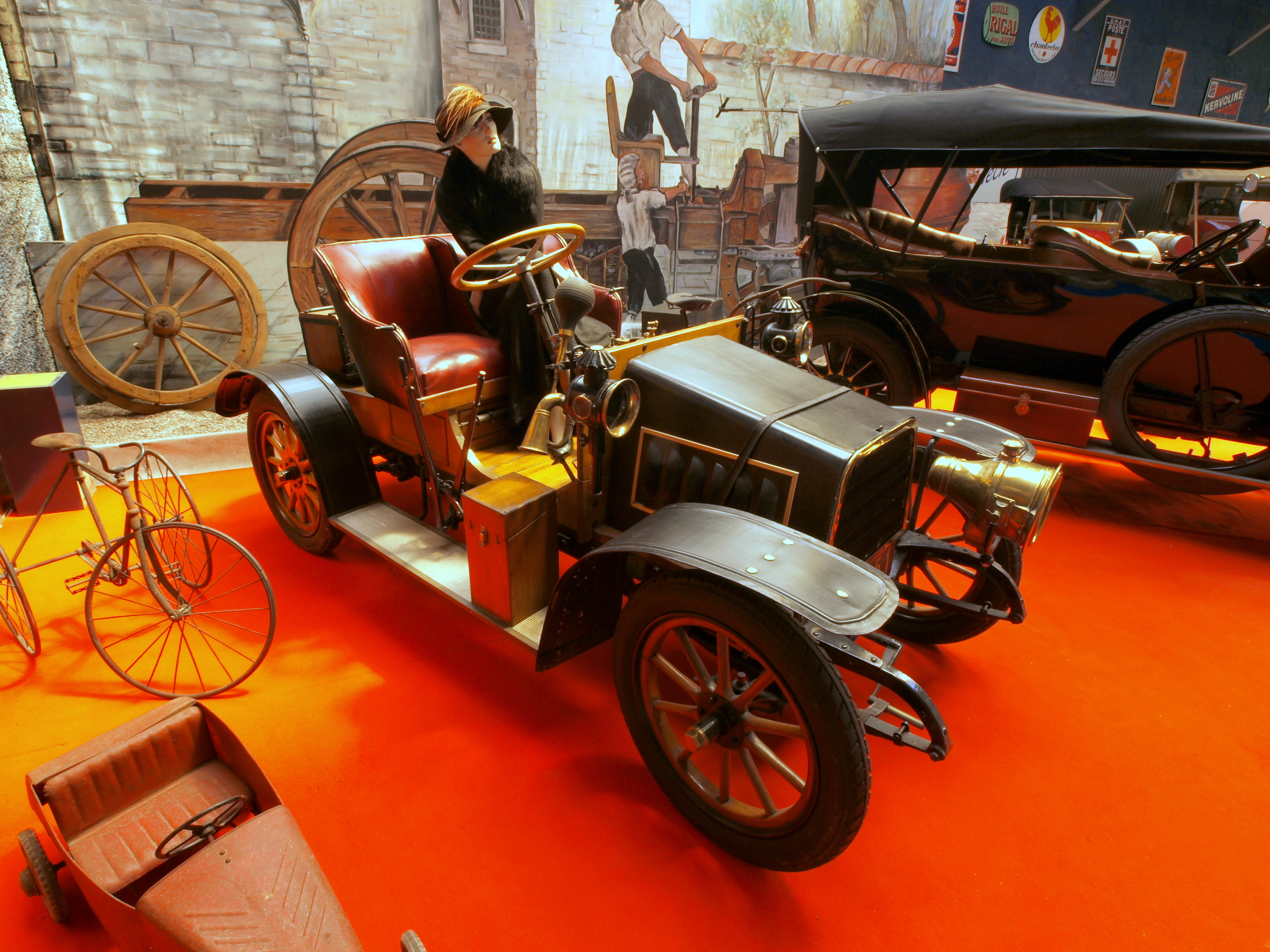
D.F.P 1100 cc de 1908.
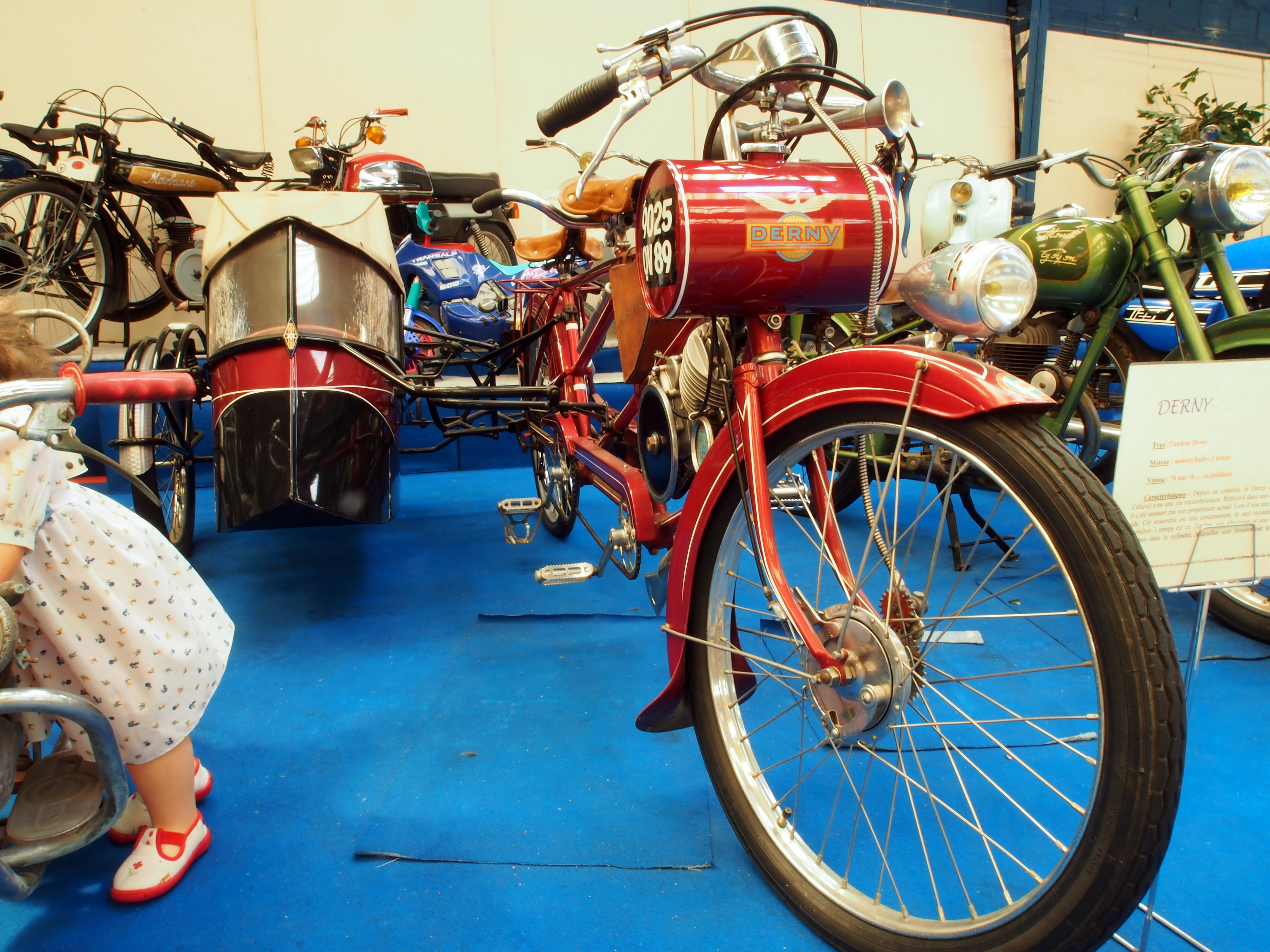
Tandem Derny de 1951.
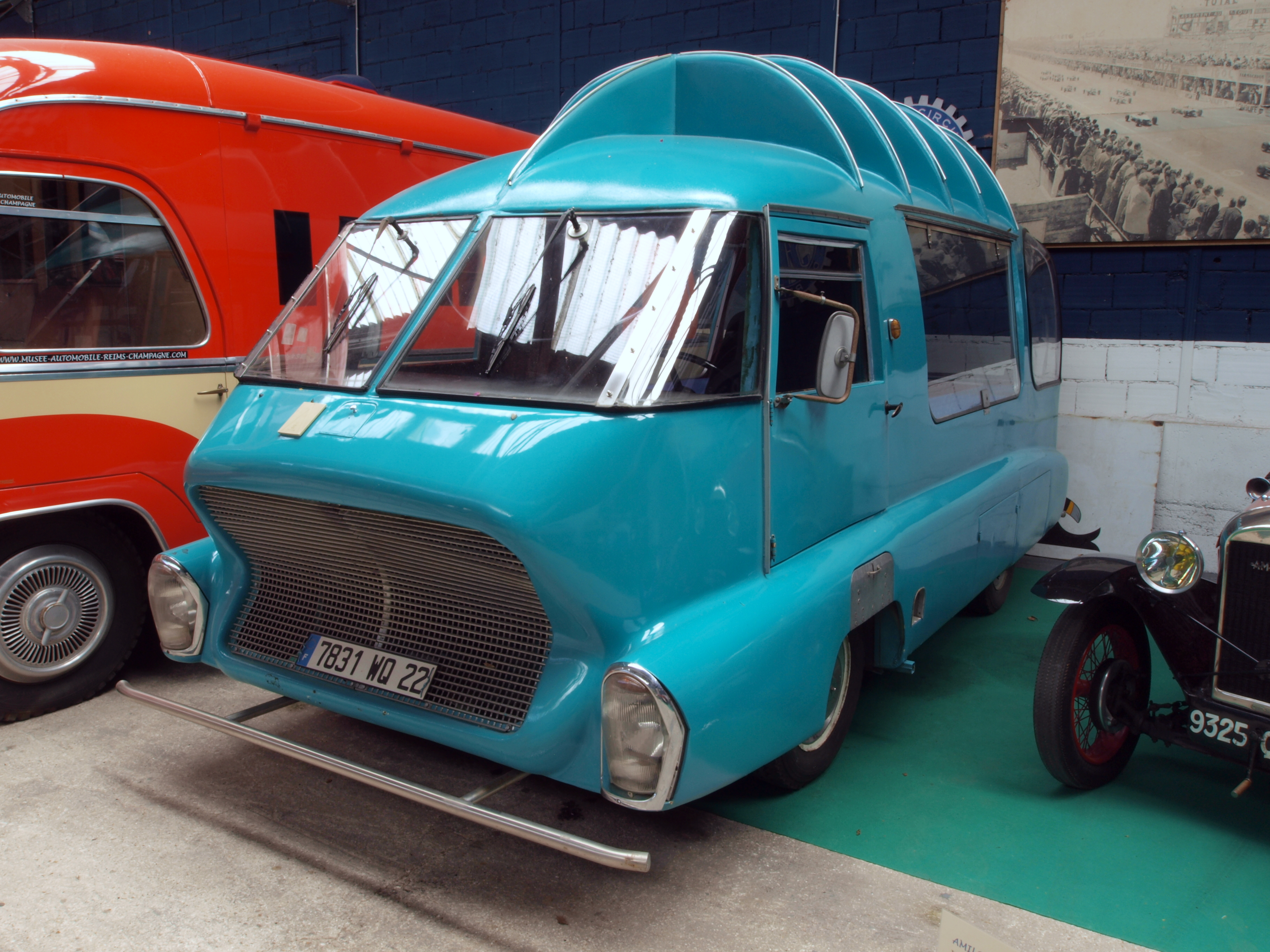
Véhicule publicitaire sur une base de Citroën Type HY carrossé vers 1960[11] d'après un dessin de Philippe Charbonneaux, puis utilisé par le comité de propagande de l'Union nationale interprofessionnelle laitière (et plus tard repeint en bleu).
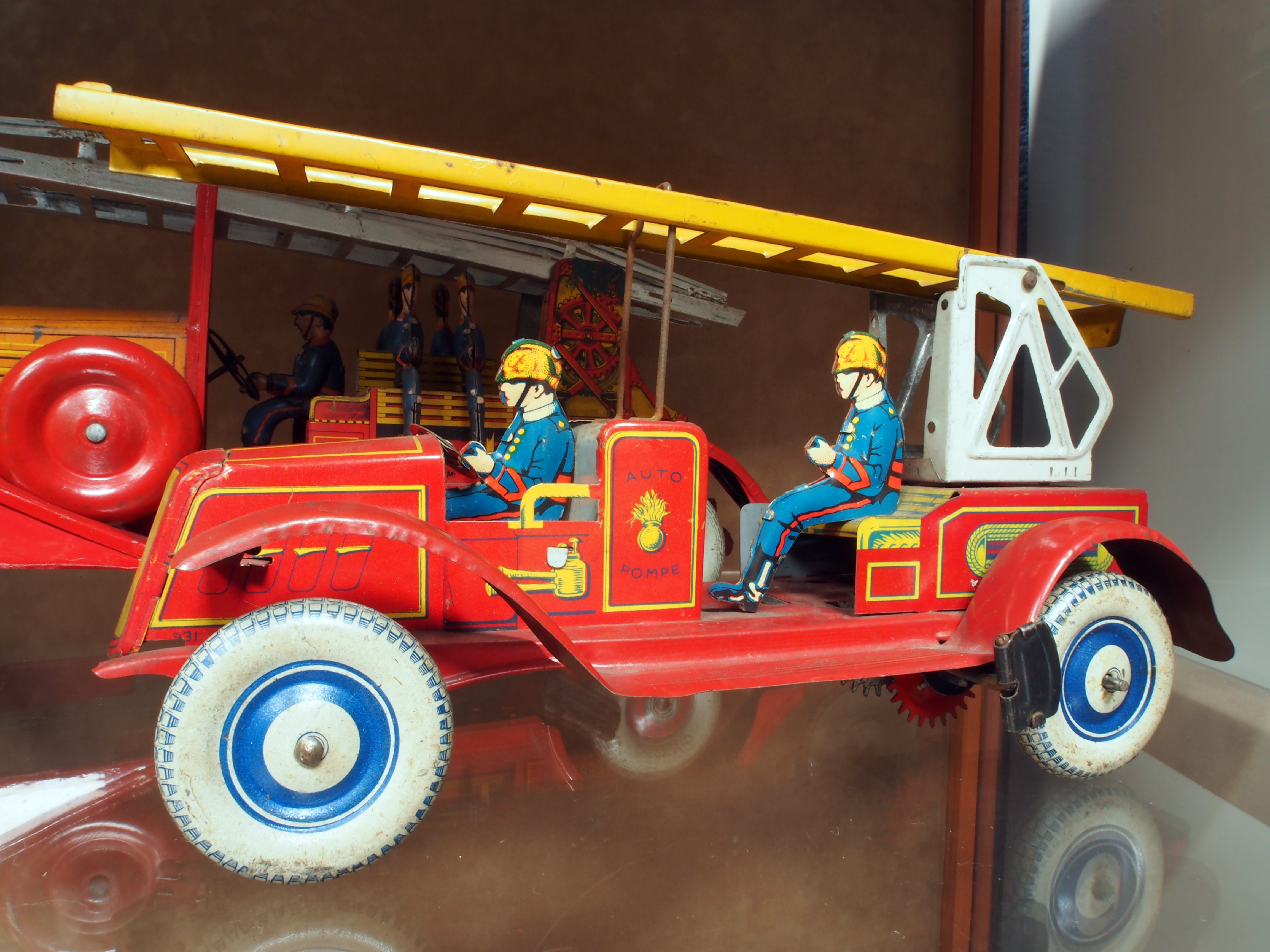
Camion de pompiers miniature.

## Manifestations

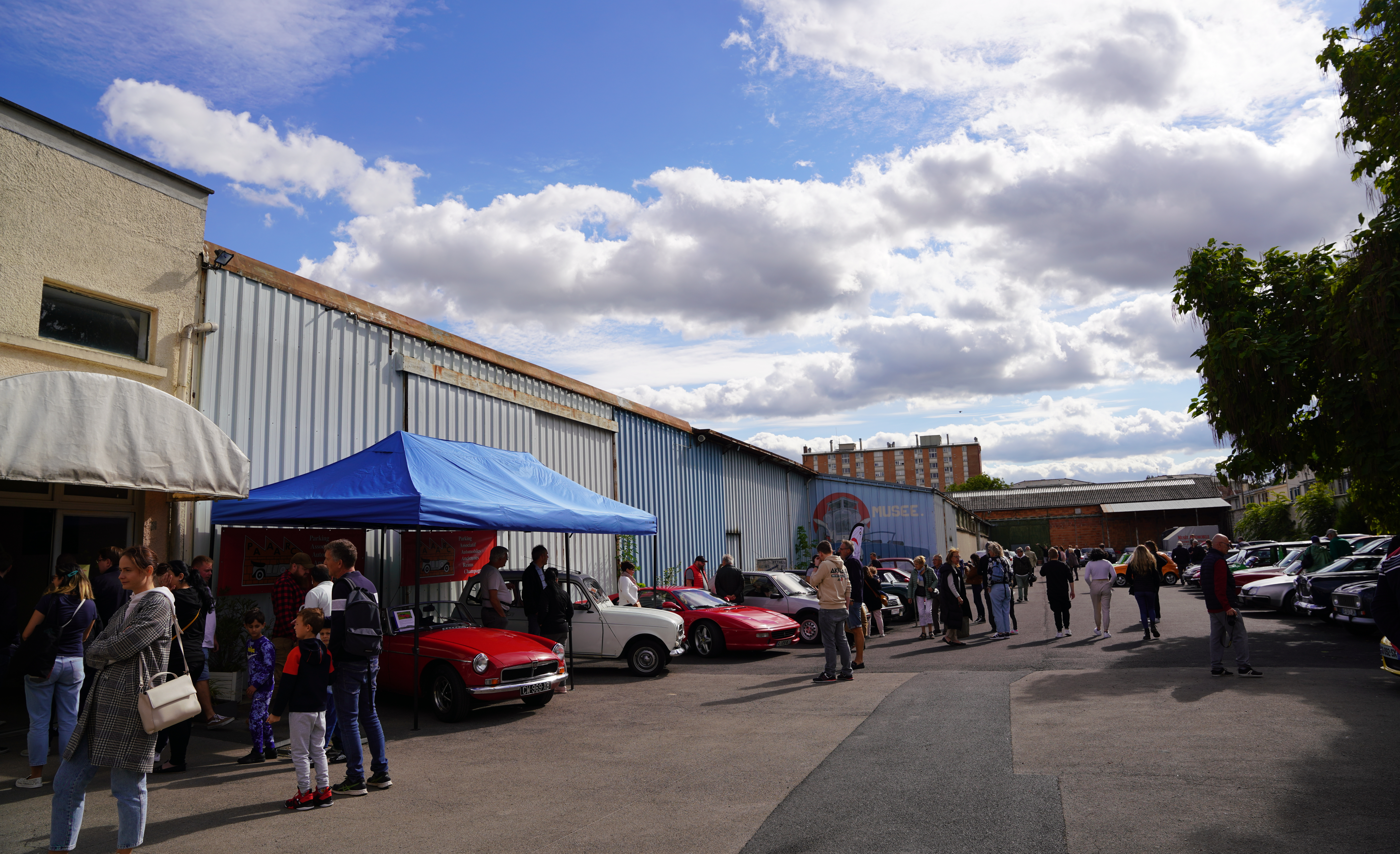
Lors des Journées européennes du patrimoine,
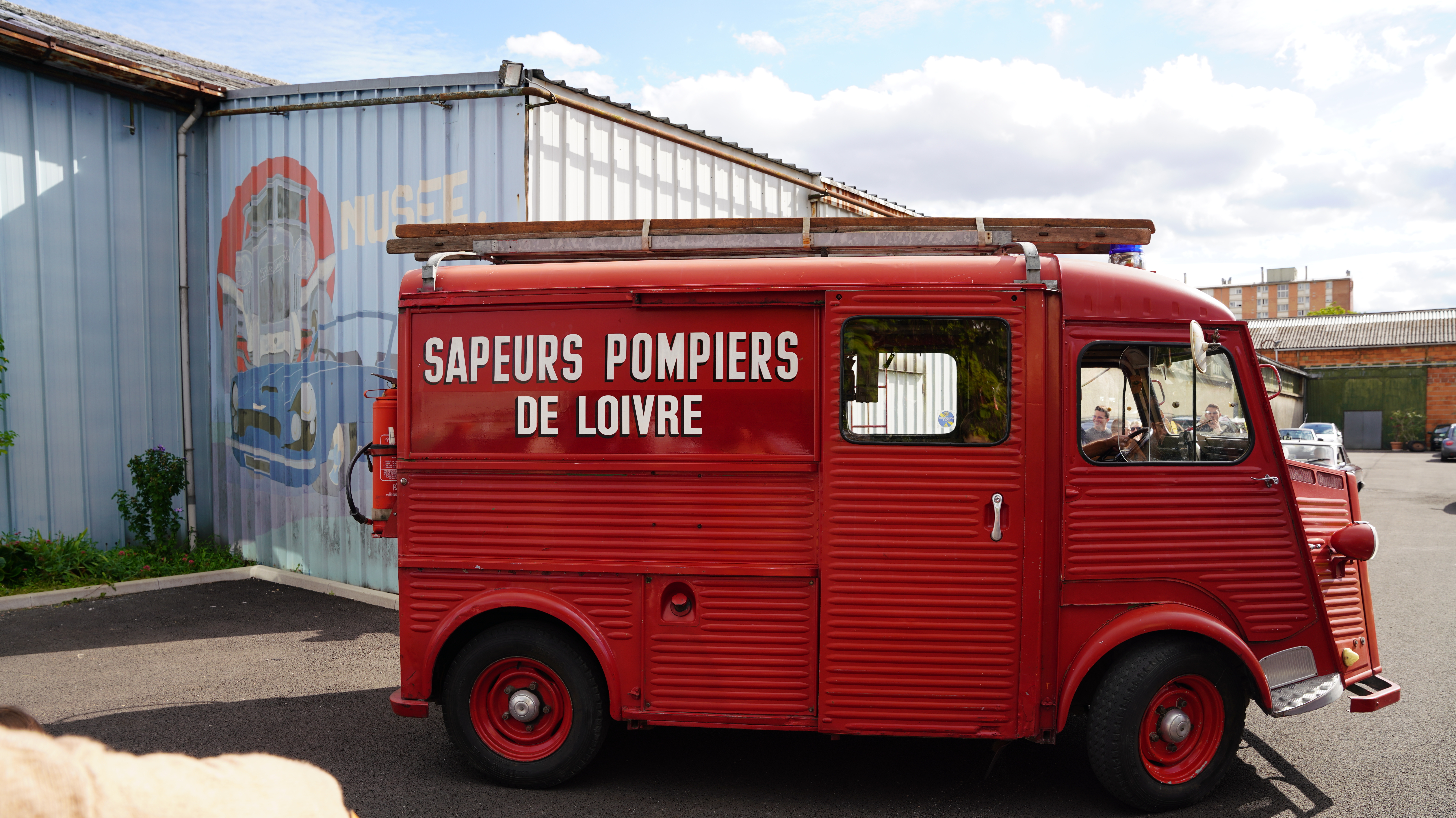
une voiture de pompiers de Loivre,
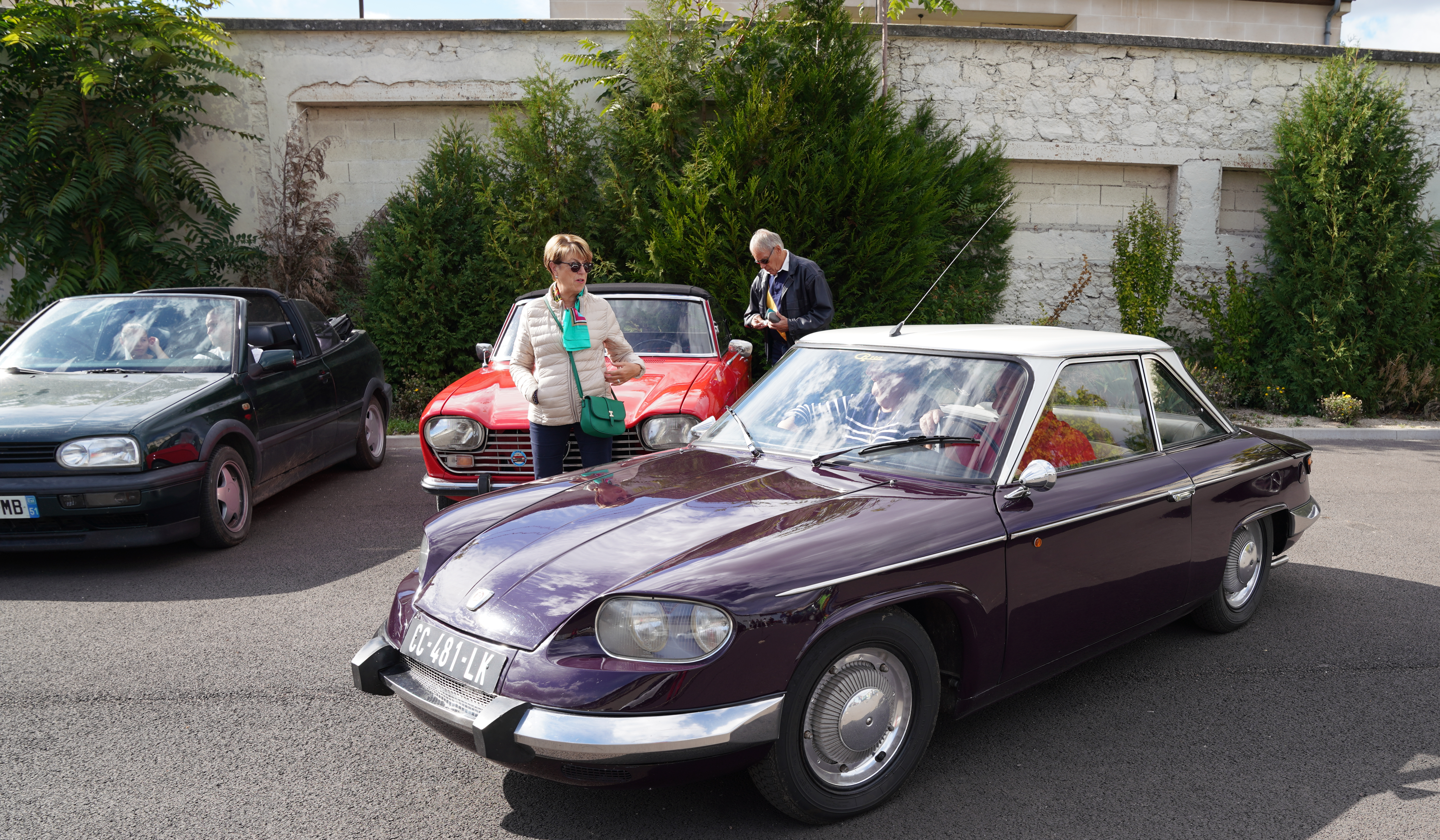
une Panhard en démonstration.